# Diecéze Arua
Diecéze Arua je římskokatolická diecéze v Ugandě.

## Území
Zahrnuje území distriktu Koboko, Yumbe, Moyo, Adjumani, Maracha-Terego a Arua.
Biskupským sídlem je město Arua, kde se nachází hlavní chrám, katedrála Nejsvětějšího Srdce Ježíšova.

## Historie
Diecéze byla zřízena 23. června 1958 bulou Qui summam papeže Pia XII. z části území diecéze Gulu. Původně byla sufragánou arcidiecéze Rubaga. Dne 5. srpna 1966 přešla do církevní provincie Kampala.
Dne 23. února 1996 byla část území použita ke zřízení diecéze Nebbi. Dne 2. ledna 1999 se stala sufragánou arcidiecéze Gulu.

## Seznam biskupů
- Angelo Tarantino, M.C.C.J. (1959–1984)
- Frederick Drandua (1986–2009)
- Sabino Ocan Odoki (od 2010)